# 夜は短し歩けよ乙女
『夜は短し歩けよ乙女』（よるはみじかしあるけよおとめ）は、森見登美彦による長編小説。第20回山本周五郎賞受賞作、第137回直木賞候補、2007年本屋大賞第2位。のちに漫画、舞台、アニメ映画、など幅広いメディアミックスがなされている。

## 概要
京都を舞台に、冴えない男子学生と無邪気な後輩女性の恋模様が2人の視点から交互に描かれる青春恋愛小説。
『野性時代』（角川書店）2005年9月号から2006年11月号まで連載され、2006年11月に同社より単行本が刊行された。森見は本作で山本周五郎賞を受賞、 第137回直木三十五賞（2007年上期）候補、2007年第4回本屋大賞（2位）に選定され人気作家としてその名を周知されるようになり、2017年2月時点で累計売上130万部を超えるベストセラーとなっている。
文庫版が2008年12月に角川文庫から発売され、後述の映画公開に合わせて、2017年4月に角川つばさ文庫から児童向けに振り仮名や挿絵などを加えた新書判が刊行された。
2007年に琴音らんまるの作画により 『増刊エース』（角川書店）にて漫画化された。
湯浅政明によりアニメーション映画化され、2017年4月7日に全国公開された。第41回オタワ国際アニメーションフェスティバル長編部門グランプリ、第41回日本アカデミー賞・最優秀アニメーション作品賞受賞。
2009年と2021年の計2回、舞台化されている。

## 制作背景
諧謔に満ちた幻想的なエピソードを交えており、これは京都の飲み屋街と『不思議の国のアリス』を結びつけることをコンセプトに本作が書き始められたことに由来している。
『太陽の塔』『四畳半神話大系』で時代錯誤で偏屈な大学生の一人称によりヘンテコな世界を、『きつねのはなし』では正反対の静かな一人称を使うことで不気味な世界を創作することができた経験から、森見はそのいずれとも異なる一人称を見つければ小説の世界を拡張できると発想し、本作で「乙女」の一人称を用いた。そしてそこから派生して「先輩」との交互語りや「すれ違い」という構造も生まれ、森見は「乙女」の一人称のもつ威力に驚きを感じたと回想している。
一方で、女性の気持ちがわからず再現できるはずがないとも考えていた森見は、女性の一人語りの違和感ができるだけなくなるよう「乙女」を極端に変な人物に設定することでそれに対応している。
第一章の初稿は主人公が「乙女」のみであったが、担当編集の要請を受け後付けで「先輩」パートを追加している。第一章で「先輩」がストーリーの上で何の役割も果たせていないのはそのためであるが、もし「乙女」だけが主人公ではその後の展開がたいへん書きにくく、美しく物語を終わらせることもできなかったであろうと、森見は当時の編集の判断に感謝している。
『太陽の塔』『四畳半神話大系』では主人公の内的妄想として幻想的な世界を描いてきたが、本作では先斗町に李白の電車を走らせるなど幻想的な世界を作中世界の「現実」として扱う転換を図り、当初は読者の反応を不安視していたが結果的には受け容れられ、解き放たれた「妄想」がのちの『有頂天家族』の創作へとつながったと回想する。
古典文学や近代詩からの引用が多く、タイトルは吉井勇が作詞した『ゴンドラの唄』の冒頭（いのち短し 恋せよ乙女）からとられている。森見は本作のことを「愛娘」「長女」と呼んでいる。
作品の古風な文体や独特のリズムは、大学時代に親しんだ昭和初期や明治時代の書物、特に昭和の作家・内田百閒の影響を強く受けてており、現実的な描写と幻想的な要素を組み合わせる作風にも、その影響が見られる。

## あらすじ
物語は大学生の男性「先輩」とそのクラブの後輩である女性「黒髪の乙女」の交互の語り口で構成される。

### 第一章 夜は短し歩けよ乙女
5月末。京都府の木屋町の料理店にて大学のクラブのOBである赤川康夫と東堂奈緒子夫妻の披露宴へ出席した先輩は、席にて意中の女性である黒髪の乙女と懇意になるのを画策していた。黒髪の乙女は二次会への出席を断り、ひとり酒を求めて先斗町を練り歩き、錦鯉の生育を生業にする男東堂や、酒を求めて町を徘徊する羽貫、樋口の両人らと巡り合い、彼らから先斗町の界隈で密かに親しまれるカクテル「偽電気ブラン」の噂を耳にする。偽電気ブランを所有する高利金貸しの老人李白を求めて、乙女は羽貫と樋口と共に先斗町を練り歩く。大学の文化系サークル「詭弁論部」の送別会、還暦を祝う大学同窓の老人たち、行く先々で酒を交わして人と打ち解け、その人々を引き連れて「李白はいねかー」とまた歩いた。一方で先輩は乙女の行方を追う最中に追い剥ぎに遭って下着を奪われたところを東堂に助けられる。東堂は錦鯉の生育の傍らで春画の蒐集に没頭しており、商売の失敗によって李白に借りた金を返すべく、今夜は自慢のコレクションを、閨房調査団なる猥褻物の愛好家へ売る手はずとなっていた。ところが乙女が李白を探している噂に色めき立つ調査団面々の様子に影響され、東堂はやけを起こして春画を破り捨て死んでやると喚く始末。そこへ、李白を探して町を巡る乙女の一団が遭遇。さらに借金の取り立てのために李白が現れる。事情を知った乙女は李白へ、勝てばその場にいる全員の借金を帳消し、負ければ借金は2倍となる条件の下に飲み比べを申し込む。図らずして偽電気ブランにありついた乙女は幸福な気分で満たされ、次々に瓶を開けていく。ついに李白はもう飲めないと屈服し、飲み比べは乙女の勝利に決着した。

### 第二章 深海魚たち
盆休みに入った時期、京都府下鴨神社の境内では「下鴨納涼古本祭り」が催されていた。古本並びに古本市を毛嫌いする先輩だが、黒髪の乙女が古本市へ出かけると語ったのを噂に聞き、これは好機だと来場した。ところが乙女の姿を発見しても古本市の神を名乗る美少年に絡まれ、接触は叶わなかった。少年は恐るべき古書への知識に恵まれ、市場の古本を悪質な人々の手から正しき場所へ戻すのだと、市場の古本を操作していた。少年の虚言によって警察へしょっぴかれかけた先輩だったがすんでのところで救われる。救いの手を差し伸べたのは、かつて乙女と李白が飲み比べをした料理店「千歳屋」の若旦那であった。その若旦那に礼をしてくれとせがまれ、李白が主催する特殊な古書の売り立て会へ参加する。その舞台たる宴会場では「火鍋」と称されるとんでもなく辛い鍋が煮えたぎり、参加者は順々に火鍋を一口食べ、最後まで意識を保った者には望む古書を一冊進呈するというのだ。李白の蔵書の中には、乙女が幼児期に愛読していた絵本「ラ・タ・タ・タム」かつて乙女が所有していたそのものが収められており、先輩はこれを手に入れようと一念発起、千歳屋との約束を放棄して火鍋へ望んだ。参加者は幻覚を来すほどの辛味に悶絶し、次々に倒れていった。残る2人は先輩と、さっきまで乙女と談笑していた樋口であった。先輩は限界を超える死闘の末に樋口を打ち負かした。ところが勝負が決した直後にあの古本市の神の名乗る少年が現れ、李白の蔵書を「正しき場所」へと戻して見せた。李白の蔵書は「ラ・タ・タ・タム」諸共飛び去っていった。先輩は大慌てで古本市を探し回り、ようやく「ラ・タ・タ・タム」を発見し手を伸ばすが、偶然にも乙女が同時に「ラ・タ・タ・タム」へ手を伸ばした。先輩は巧い言葉をかけられず、本を譲ってその場を後にした。

### 第三章 ご都合主義者かく語りき
先輩は乙女へ一目惚れして以来「なるべく彼女の目にとまる作戦」略して「ナカメ作戦」を実行、乙女と大学内外で偶然を装って出会い、その都度「先輩、奇遇ですね」「たまたま通りかかったものだから」と軽い挨拶を交わすのみであった。作戦始動から一向に仲が進展しないまま半年が経過し、晩秋。先輩と黒髪の乙女が通う大学へ学園祭の季節が到来する。学園祭では先輩の友人である事務局長が神出鬼没な集団「韋駄天コタツ」とゲリラ演劇「偏屈王」に頭を悩ませていた。樋口さんや羽貫さんなど御馴染みの人物に加え、新たにパンツ総番長や、須田紀子という女性が登場し、先輩と乙女はまた しても奇怪な事件に巻き込まれていく。乙女が偶然、ゲリラ演劇「偏屈王」の主演女優として抜擢されると、先輩は最終幕 でヒロイン演じるプリンセス・ダルマと再会することになっている偏屈王を演じるため奮闘する。パンツ総番長から偏屈王の役を奪い取った先輩は、見事に黒髪の乙女を抱きしめることに成功するのだった。

### 第四章 魔風邪恋風邪
十二月も中旬に差し掛かる中、乙女は先輩の腕に抱かれたことを思い出しボーっとしていた。一方、先輩はアパートの一室で一人、風邪に苦しんでいた。実は風邪に苦しめられていたのは先輩だけでなく、樋口さんを始めとしたいつもの面々、そして京都中の人々が同じ症状に悩まされていた。樋口さんや東堂さんを見舞っていた乙女は、夏の古本市で出会った少年（古本市の神様）に出会い、どんな病気でも治せるという薬「ジュンパイロ」を譲り受ける。彼女がそれを京都中に蔓延している風邪の元凶であるらしい李白さんの元へ届けると、李白さんはそれを舐め、大きな咳をひとつする。すると、李白さんの身体の中で猛威を振るっていた風邪の神様が竜巻となって飛び出し、それに乙女も巻き込まれ、天空へと連れ去られてしまう。そこで彼女は、同じく竜巻に攫われていた先輩に出会う。そして先輩が下宿で目を覚ますと乙女が自分の手を握っていたのだった。その後、新年を迎えた二人は一緒にデートに行く仲にまで進展した。

## 登場人物
先輩
本作の語り手。男性主人公。本名不明の腐れ大学生。
冴えない見た目で、眼鏡を掛けている。入学以来成績は上がらず一定のままで、大学院に進学することを口実に、就職活動を先送りにしている。何の特徴も機転も才能もない今の自分にコンプレックスを感じている。
1年前から同じクラブの後輩である「黒髪の乙女」に恋をして「ナカメ作戦」を実行するも、なかなか想いに気づいてもらえず仲は進展しない。
大学や町の至るところで乙女を追い求めるうちに、様々な曲者たちと出会い彼らに振り回されながら、不思議な出来事に巻き込まれていく。
交友関係は狭いが、数少ない友人に学園祭事務局長がいる。映画版ではパンツ総番長も友人という設定。
黒髪の乙女
この作品のもう1人の語り手。女性主人公。本名不明。
「先輩」が恋をしている女子大生で、同じクラブの後輩でもある。黒髪のおかっぱ頭が特徴的。
物怖じしない好奇心旺盛かつ奔放な性格をしている。言葉遣いは基本的に丁寧語を用いる。
酒に強く底無しのうわばみで、特にラム酒を好む。一人で夜のバーに入り、何杯もカクテルを飲む。
幼いころから母に様々な武道を学んでおり、「おともだちパンチ」という奥の手を武器に持ち、年上の男性を撃退することもある。
同じクラブの「先輩」に好意を寄せられており頻繁に会うが、まったく意を払わず想いに気づいていない。
趣味は読書と映画鑑賞で、幼少のころに読んだ「ラ・タ・タ・タム」という絵本が好きで、心の指針にしている。
好奇心の塊で、学園祭では「万国秘宝館」なる非常に怪しげな展示に入り込もうとしたり、ゲリラ演劇「偏屈王」のヒロインであるプリンセス・ダルマの代役を引き受けて熱心に演じたり、酒を飲みたい一心で夜の先斗町を渡り歩き、納涼古本市に幼少のころに読んだ「ラ・タ・タ・タム」を求めて訪れ、楽しみながら読みたい本を探すほど。夜の先斗町で羽貫や樋口をはじめとした様々な人達と出会い、不思議な夜を過ごす。
山本周五郎賞の選考委員だった重松清は、同賞の授賞理由を著者が黒髪の乙女の「一人称の「天然」を描ききった」ことを理由に挙げている。
李白
高利の金貸しや偽電気ブランの卸元などを生業とする富豪の老人。三階建ての巨大な自家用電車を所有する。「黒髪の乙女」と同じく酒豪。
趣味は古本・骨董品蒐集と、手下に若い男を襲わせ下着を奪うことで、先輩も犠牲者となる。東堂さんに借金を持ち掛けた張本人でもある。
東堂さんから春画と借金を取り立てようと鴨川沿いの料亭に現れ、春画を目茶苦茶にされた落とし前に彼を殺そうとするが、彼を庇う乙女から借金の帳消しをかけた偽電気ブランの飲み比べの勝負を申し込まれ、虚しそうに飲んでいたために乙女に敗北し、東堂さんの借金を帳消しにした。
納涼古本市では闇の売り立て会を主催し、超激辛の火鍋を参加者の収集家や東堂さんの頼みを受けた先輩に食わせて、最後まで残った者に自分のコレクションの本を差し上げるというルールを設けた。最後まで残った先輩に、乙女が幼少のころに持っていた「ラ・タ・タ・タム」を差し出した。
樋口 清太郎
常に浴衣を着込んだ奇妙な男。大学の八回生。かなり古いアパートで独り暮らしをしている。
自らを天狗と称し、空を飛ぶ、鯉のぼりの形をしたタバコの煙を口から吐き出し空へ飛ばす、耳から悪趣味な金色の招き猫を出すなどの術を使う。
夜の先斗町で出会った黒髪の乙女の心得や人柄を気に入り、夜の先斗町の渡り方を伝授するべく行動を共にし、先輩とも交流を深めていく。
学園祭では韋駄天コタツを設け、パンツ総番長の台本作りを手伝った。
著者の他作品である『四畳半神話大系』にも登場する。
羽貫 涼子
歯科衛生士で樋口の友人。他人の宴会に潜り込んでタダ酒を飲む特技を持つ大酒飲みの美女で、酔うと他人の顔を舐めようとする。
樋口と共に夜の先斗町で黒髪の乙女と出会い、彼女の心得や人柄を気に入り、夜の先斗町の渡り方を伝授するべく行動を共にする。
樋口と同じく、『四畳半神話大系』にも登場する。
東堂
「東堂錦鯉センター」の経営者。春画の蒐集を趣味とし、かなりの助平。色ものに纏わる文化遺産を収集する「閨房調査団」に所属している。
最愛の鯉たちを竜巻にさらわれたり、李白からの借金を抱えたことで娘と絶縁状態となり、酒場で落ち込んでいたところ黒髪の乙女と出会う。
春画と借金を取り立てようと鴨川沿いの料亭に現れた李白に殺されそうになるが、偽電気ブランの飲み比べで乙女が勝利し、借金は帳消しとなる。
納涼古本市では、古本市の神によって濡れ衣を着せられた先輩を救い、彼に李白が主催する闇の売り立て会で春本を入手するように頼んだ。
千歳屋
京料理「千歳屋」の若旦那。
文化遺産の保護を口実に、春画の蒐集を趣味としている好事家。「閨房調査団」の一員でもあるため、東堂さんとも友人関係にある。
李白が主催する闇の売り立て会にも参加しており、春本を求めて超激辛の火鍋を食べるが、辛さに耐えきれずに気絶してしまう。
古本市の神様
眉目秀麗な少年の姿。あらゆる本についての知識を持っていて、神をないがしろにした蒐集家の書庫から本を奪い元の売り場に還すと言われている。かわいい外見に似合わず、少々口と性格が悪い。
納涼古本市に乙女を探しに来た先輩にソフトクリームをぶつけた挙げ句に、古本から値札を奪った罪を擦り付けた。
原作では上記のように美少年の設定であるが、『四畳半神話大系』のOVAには小津をベースにした当キャラをモデルとした少年が登場しており、本作のアニメ映画でもOVAとは違うものの同じように小津がベースのデザインとなっている。声も小津と同じ吉野裕行が担当している。

学園祭事務局長
「先輩」の数少ない友人の一人。本名不明。
男にしておくにはもったいないほどの美貌の持ち主で、多く女子大生からのバレンタインチョコを貰っているほどモテており、趣味はバンドや落語や女装など多岐に渡る。女装については、学園祭で多くの男たちを不毛な恋路に引きずり込むほど悪名高い。東堂さんと同様に「閨房調査団（青年部）」に所属している為、東堂とは顔見知り。
彼が局長を務めている「学園祭事務局」という組織は、元々「図書館警察」という未回収の本を学生達から取り立てる組織だったが、現在は秘密諜報機関としての機能を備えており、学生達のあらゆる情報を集めながら学生達を監視・管理する組織となっている。学園祭では警察のような役割を担っている。学園祭で起こる様々なトラブルへの対応に忙しいが、本人は実の所引っ掻き回すほうが好きらしい。「先輩」の数少ない友人の1人で、彼が「乙女」への秘めた想いにも気づいており、ときにはからかい、ときには励ます。
女装趣味は原作では軽く触れられる程度だったが、映画ではクローズアップされており、実際に女装するシーンも登場する。
パンツ総番長
樋口の知り合い。本名不明。
1年前、学園祭で出会ったある女性への一目惚れをきっかけに、願いごと（もう一度彼女に会う事）が叶うまでパンツを穿き替えないと誓い、吉田神社へ願と下半身を懸けた大学生。運命の恋を信じるほどの、筋金入りのロマンチストでもある。歴代のパンツ穿き替えない記録を塗り替え、栄誉ある「パンツ総番長」という称号を手にした。
ゲリラ演劇「偏屈王」の首謀者でもある（プリンセス・ダルマと呼ばれるヒロインが偏屈王という囚われの王を探す冒険ミュージカルだが、実在のサークルや団体，在学生等の実名や情報などを織り混ぜている為、虚実入り乱れたストーリーとなっている）。
パンツを穿き変えないためか、下半身に病気を患っている。
映画では「先輩」、学園祭事務局長とも友人関係。また、原作では想い人は紀子さんだが、映画では女装した学園祭事務局長となっており、最終的には原作同様紀子さんと結ばれるもののそれまでの展開が大きく異なっている。
『四畳半神話大系』のOVAでは名前こそはでないものの、李白氏にズボンとパンツを盗まれ、そのせいか彼女に会うことに成功したとされている。彼のパンツのせいで李白氏は病気を患ってしまう。
須田 紀子
学園祭で本物そっくりの「象の尻」を出し物にしている女子学生。
学園祭期間中に黒髪の乙女と出会う。好きなものは、小さくて丸いもの。
「象の尻」を出し物にしたのはかつてある男性に一目惚れした際彼が象の尻について話してくれたため。
映画では人物設定が異なり、ゲリラ演劇「偏屈王」の舞台監督を務め、パンツ総番長への想いを秘めつつ、演劇の首謀者である彼を支える人物となっている。最終幕の最中でパンツ総番長に告白され、彼と結ばれた。

## 受賞・候補歴
- 2007年 第20回 山本周五郎賞受賞[1]
- 2007年 第4回  本屋大賞 - 2位[1]
- 2007年 第24回 織田作之助賞候補
- 2007年 137回 直木三十五賞 - 候補[2]
- 2010年 第3回 大学読書人大賞受賞

## 書誌情報
- 単行本：KADOKAWA、2006年11月29日発売[3]、ISBN 978-4-04-873744-9
- 文庫本：角川文庫、2008年12月25日発売[5]、ISBN 978-4-04-387802-4
- 文庫本：角川つばさ文庫、2017年4月5日発売[6]、ISBN 978-4-04-631704-9（挿絵：ぶーた）

| 章     | タイトル               | 初出                     |
| ------ | ---------------------- | ------------------------ |
| 第一章 | 夜は短し歩けよ乙女     | 『野性時代』2005年09月号 |
| 第二章 | 深海魚たち             | 『野性時代』2006年03月号 |
| 第三章 | 御都合主義者かく語りき | 『野性時代』2006年10月号 |
| 第四章 | 魔風邪恋風邪           | 『野性時代』2006年11月号 |
2017年3月15日よりAudibleから安國愛菜の朗読によるオーディオブックが配信されている。

## 漫画
琴音らんまるの作画により 『増刊エース』（角川書店）2008年1月号から2009年3月号まで連載された。原作にはないオリジナルエピソードが多数収録されている。単行本の巻末には森見登美彦からのコメントが寄せられている。

### 書誌情報（漫画）
- 琴音らんまる（漫画）、森見登美彦（原作）『夜は短し歩けよ乙女』角川書店〈角川コミックス・エース〉全5巻

1. 2008年3月22日発売[18]、ISBN 978-4-04-715029-4
2. 2008年6月24日発売[19]、ISBN 978-4-04-715074-4
3. 2008年9月24日発売[20]、ISBN 978-4-04-715123-9
4. 2009年1月22日発売[21]、ISBN 978-4-04-715173-4
5. 2009年2月24日発売[22]、ISBN 978-4-04-715175-8

- 琴音らんまる（漫画）、森見登美彦（原作）『夜は短し歩けよ乙女 新装版』KADOKAWA〈MFコミックス アライブシリーズ〉全3巻

1. 上 2017年3月23日発売[23]、ISBN 978-4-04-069199-2
2. 中 2017年3月23日発売[24]、ISBN 978-4-04-069200-5
3. 下 2017年3月23日発売[25]、ISBN 978-4-04-069201-2

## 舞台

### アトリエ・ダンカン版
2009年にアトリエ・ダンカンのプロデュースにより、東京、大阪、仙台、京都、名古屋の5都市で上演された。専用サイトには森見登美彦のコメントが寄せられている。李白の乗り物が3階建てバスに変更されている。

#### キャスト（舞台2009年）
- 先輩 - 渡部豪太
- 黒髪の乙女 - 田中美保
- 羽貫 - 辺見えみり
- 樋口 - 原口健太郎
- パンツ総番長 - 西村直人
- 学園祭事務局長 - 宮菜穂子
- 須田紀子 - 板垣桃子
- 東堂 - 綾田俊樹
- 古本市の少年 - 高山都
- 李白翁 - ベンガル

- アンサンブル - 工藤和馬、島守杏介、長友なつみ、伊原農、桑原勝行、深津紀暁、古味哲之甫、山本あさみ、新井結香、ヨネクラカオリ

#### スタッフ（舞台2009年）
- 原作 - 森見登美彦「夜は短し歩けよ乙女」（角川書店刊）
- 脚本・演出 - 東憲司（劇団桟敷童子）
- 美術 - 大津英輔
- 照明 - 相良浩司
- 音響 - 藤田赤目
- 衣裳 - 畑久美子
- ヘアメイク - 宮内宏明
- 音楽 - 川崎貴人
- 舞台監督 - 松下清永、鴉屋
- 演出助手 - 松倉良子
- イラスト - 中村佑介
- 制作 - 島袋佳、外山博美
- アシスタントプロデューサー - 佐々木弘毅
- プロデューサー - 池田道彦
- 企画協力 - 角川書店
- 衣装協力 - BEAMS
- 主催 - テレビ朝日
- 企画製作 - アトリエ・ダンカン

#### 公演日程（舞台2009年）
| 2009年4月03日 | -     | 19:00 | 東京   | 東京グローブ座         |
| 4月04日       | 14:30 | 18:30 | 東京   | 東京グローブ座         |
| 4月05日       | 14:00 | -     | 東京   | 東京グローブ座         |
| 4月06日       | -     | 19:00 | 東京   | 東京グローブ座         |
| 4月08日       | 14:00 | 19:00 | 東京   | 東京グローブ座         |
| 4月09日       | -     | 19:00 | 東京   | 東京グローブ座         |
| 4月10日       | -     | 19:00 | 東京   | 東京グローブ座         |
| 4月11日       | 14:30 | 18:30 | 東京   | 東京グローブ座         |
| 4月12日       | 14:00 | -     | 東京   | 東京グローブ座         |
| 4月13日       | -     | 19:00 | 東京   | 東京グローブ座         |
| 4月14日       | 14:00 | 19:00 | 東京   | 東京グローブ座         |
| 4月15日       | 14:00 | -     | 東京   | 東京グローブ座         |
| 4月18日       | 14:00 | 18:00 | 大阪   | シアタ－・ドラマシティ |
| 4月21日       | -     | 19:00 | 仙台   | 電力ホール             |
| 4月23日       | -     | 18:30 | 京都   | 京都芸術劇場 春秋座    |
| 4月29日       | 14:00 | 18:00 | 名古屋 | 名鉄ホール             |

### ヨーロッパ企画版
2021年にヨーロッパ企画の上田誠による脚本・演出で東京、大阪で上演された。

#### キャスト（舞台2021年）
- 先輩 - 中村壱太郎[28]
- 黒髪の乙女 - 久保史緒里（乃木坂46）[28]
- 羽貫涼子 - 鈴木砂羽[28]
- 樋口清太郎 - 石田剛太[28]
- パンツ総番長 - 玉置玲央[28]
- 学園祭事務局長 - 白石隼也[28]
- 須田紀子 - 藤松祥子[28]
- 東堂 - 土佐和成[28]
- 古本市の少年 - 藤谷理子[28]
- 少年の母 - 早織[28]
- 千歳屋 - 酒井善史[28]
- 詭弁論部OB・赤川 - 納谷真大[28]
- 詭弁論部OB・内田医師 - 角田貴志[28]
- 詭弁論部・高坂 - 尾上寛之[28]
- 新婦・東堂奈緒子 - 日下七海[28]
- 新郎 / 京福電鉄研究会学生 - 中村光[28]
- 古本屋・蛾眉書房主人 - 山口森広[28]
- 李白の部下 - 池浦さだ夢[28]
- 李白の部下・石黒 - 金丸慎太郎[28]
- 黒髪の乙女の姉 / 6代目プリンセスダルマ - 町田マリー[28]
- 李白 - 竹中直人[28][29]

#### スタッフ（舞台2021年）
- 原作 - 森見登美彦「夜は短し歩けよ乙女」（角川書店刊）
- 脚本・演出 - 上田誠[28]
- 美術 - 長田佳代子[28]
- 音楽 - 伊藤忠之[28]
- 振付 - EBATO[28]
- 照明 - 倉本泰史[28]
- 音響 - 加藤温[28]
- 映像 - 大見康裕[28]
- 衣裳 - 坂東智代[28]
- ヘアメイク - 大宝みゆき[28]
- 演出助手 - 山田翠[28]
- 舞台監督 - 川除学[28]
- 制作 - 佐々木康志（PRAGMAX&Entertainment）[28]
- 宣伝美術 - 山下浩介[28]
- 宣伝写真 - 神ノ川智早[28]
- 宣伝衣装 - 酒井タケル[28]
- 宣伝広告映像 - AOI Pro.[28]

#### 公演日程（舞台2021年）
| 2021年公演『夜は短し歩けよ乙女』（ヨーロッパ企画版） | 2021年公演『夜は短し歩けよ乙女』（ヨーロッパ企画版） | 2021年公演『夜は短し歩けよ乙女』（ヨーロッパ企画版） | 2021年公演『夜は短し歩けよ乙女』（ヨーロッパ企画版） | 2021年公演『夜は短し歩けよ乙女』（ヨーロッパ企画版） |
| 公演日                                               | 昼の部                                               | 夜の部                                               | 開催都市                                             | 劇場                                                 |
| ---------------------------------------------------- | ---------------------------------------------------- | ---------------------------------------------------- | ---------------------------------------------------- | ---------------------------------------------------- |
| 2021年6月06日                                        | -                                                    | 17:00                                                | 東京                                                 | 新国立劇場 中劇場                                    |
| 6月07日                                              | -                                                    | 18:00                                                | 東京                                                 | 新国立劇場 中劇場                                    |
| 6月08日                                              | 13:00                                                | 18:00                                                | 東京                                                 | 新国立劇場 中劇場                                    |
| 6月10日                                              | 13:30                                                | -                                                    | 東京                                                 | 新国立劇場 中劇場                                    |
| 6月11日                                              | -                                                    | 18:00                                                | 東京                                                 | 新国立劇場 中劇場                                    |
| 6月12日                                              | 12:00                                                | 17:00                                                | 東京                                                 | 新国立劇場 中劇場                                    |
| 6月13日                                              | 12:00                                                | -                                                    | 東京                                                 | 新国立劇場 中劇場                                    |
| 6月14日                                              | 13:30                                                | -                                                    | 東京                                                 | 新国立劇場 中劇場                                    |
| 6月16日                                              | -                                                    | 18:00                                                | 東京                                                 | 新国立劇場 中劇場                                    |
| 6月17日                                              | 13:00                                                | 18:00                                                | 東京                                                 | 新国立劇場 中劇場                                    |
| 6月18日                                              | -                                                    | 18:00                                                | 東京                                                 | 新国立劇場 中劇場                                    |
| 6月19日                                              | 12:00                                                | 17:00                                                | 東京                                                 | 新国立劇場 中劇場                                    |
| 6月20日                                              | 12:00                                                | -                                                    | 東京                                                 | 新国立劇場 中劇場                                    |
| 6月21日                                              | -                                                    | 18:30                                                | 東京                                                 | 新国立劇場 中劇場                                    |
| 6月22日                                              | 13:30                                                | -                                                    | 東京                                                 | 新国立劇場 中劇場                                    |
| 6月26日                                              | 12:00                                                | 17:00                                                | 大阪                                                 | クールジャパンパーク大阪 WWホール                    |
| 6月27日                                              | 12:00                                                | 17:00                                                | 大阪                                                 | クールジャパンパーク大阪 WWホール                    |

## アニメ映画
2017年4月7日に全国公開された。原作の1年の物語が、一晩の物語に再構成されている。
キャッチコピーは「こうして出逢ったのも、何かのご縁」。

### 概要（アニメ映画）
『劇場版クレヨンしんちゃん』にシリーズ初期より参加、その後『マインド・ゲーム』や『ピンポン THE ANIMATION』などを手がけてきた湯浅政明による長編アニメーション作品。
湯浅に加え、脚本は上田誠、キャラクター原案は中村佑介、主題歌はASIAN KUNG-FU GENERATIONが担当するなど、本作と同じ森見登美彦原作のテレビアニメ『四畳半神話大系』の制作陣が再集結した。
第41回オタワ国際アニメーションフェスティバル長編部門グランプリ、第41回日本アカデミー賞・最優秀アニメーション作品賞受賞作品。

### あらすじ（アニメ映画）
1年前から同じクラブの後輩である「黒髪の乙女」に恋をしている「先輩」は、彼女という城の外堀を埋めるべく日々彼女を追い掛け、なるべくその目に留まろうと「ナカメ作戦（なるべく彼女の目に止まるの略称）」を実行していた。しかし、その「黒髪の乙女」はなかなか「先輩」の想いに気づかず、好奇心のままに夜の先斗町を歩んでいった。2人はそれぞれの場所で奇妙な人たちと出会う。酒の席、古本市、学園祭と、二人それぞれが不思議で奇抜な長い夜を過ごすこととなる。

### 経緯（アニメ映画）
- 2016年
  - 12月15日 - 本作のアニメ映画化が公表され、制作陣が発表。また、主人公である先輩役に、歌手・俳優の星野源の起用が発表された[1]。
- 2017年
  - 1月26日 - ヒロインの黒髪の乙女役に花澤香菜、先輩の学友である学園祭事務局長役に神谷浩史、願掛けのためにパンツを穿き替えないパンツ総番長役にロバートの秋山竜次など、追加キャストが解禁された[36]。
  - 2月23日 - 予告編映像が公開。また、主題歌がASIAN KUNG-FU GENERATIONによる書き下ろしの新曲「荒野を歩け」になることが発表された。その他、アフレコが完了したことが明かされた[37]。
  - 3月9日 - 完成披露試写会がTOHOシネマズ六本木ヒルズにて行われ、星野源、花澤香菜、神谷浩史、秋山竜次、湯浅政明監督が登壇した[38]。
  - 3月23日 - 本作の劇中映像とコラボレーションしたASIAN KUNG-FU GENERATIONによる主題歌「荒野を歩け」のミュージックビデオが公開された[39]。
  - 3月26日 - 映画『夜は短し歩けよ乙女』特番がTOKYO MX・BSフジにて順次放送された[40]。
  - 4月7日 - 東宝系映画館を中心に、全国120スクリーンにて公開された[41]。
  - 9月23日 - 第41回オタワ国際アニメーションフェスティバルにおいて、長編部門グランプリを受賞した[34]。同映画祭長編部門でのグランプリは日本作品、日本人監督としては初の受賞。
- 2021年
  - 3月14日 - BS12の日曜アニメ劇場にてノーカット放送された。

### 声の出演（アニメ映画）
- 先輩 - 星野源[7]
- 黒髪の乙女 - 花澤香菜[42]
- 学園祭事務局長 - 神谷浩史[42]
- パンツ総番長 - 秋山竜次（ロバート）[42]
- 樋口師匠 - 中井和哉[注 4][42]
- 羽貫さん - 甲斐田裕子[42]
- 古本市の神様 - 吉野裕行[42]
- 紀子さん - 新妻聖子[42]
- ニセ城ヶ崎 - 諏訪部順一[42]
- プリンセスダルマ - 悠木碧[42]
- 蛾眉書房店主 - 本多力
- 直子さん - 小清水亜美
- 高坂 - 中岡創一（ロッチ）
- 学園祭事務局副長／オウム - コカドケンタロウ（ロッチ）
- 千歳屋 - 家中宏
- 赤川社長 - 中博史
- 老学者 - 石原辰己
- 京福電鉄研究会学生 - 原田大輔
- 局長もどき - 須田祐介
- 局員 - 今村一誌洋、榛地良行
- 案内人 - 濱野大輝
- 給仕 - 内田紳一郎
- 学生 - 虎島貴明
- 客引き男 - 落合福嗣
- 詭弁論部員 - 広瀬裕也、島田岳洋
- 詭弁論部員OB - 堀越富三郎、豊富満
- 詭弁論部員OG - 安田カナ、れいみ
- 閨房調査団 - 阿部竜一、ハゼヤマ俊介
- 劇団員女子 - 菊地美香
- 劇団員男子 - 近松孝丞
- 女子学生 - 内藤有海、のぐちゆり
- 男子学生 - 浜田洋平
- ジョニー - 檜山修之[42]
- 東堂さん - 山路和弘[42]
- 李白 - 麦人[42]

### スタッフ（アニメ映画）
- 原作 - 森見登美彦（角川文庫刊）
- 監督 - 湯浅政明
- 脚本 - 上田誠（ヨーロッパ企画）
- キャラクター原案 - 中村佑介
- キャラクターデザイン・総作画監督 - 伊東伸高
- 絵コンテ - 湯浅政明、夏目真悟、大平晋也、EunYoung Choi
- 演出 - 湯浅政明、許平康
- 作画監督 - 濱田高行、霜山朋久、伊東伸高
- フラッシュアニメーション - アベル・ゴンゴラ、ホアンマヌエル・ラグナ
- 色彩設計 - ルシル・ブリアン
- 美術監督 - 上原伸一、大野広司
- 撮影監督 - バテイスト・ペロン
- 編集 - 齋藤朱里
- 音楽 - 大島ミチル
- 音響監督 - 木村絵理子
- 主題歌 - ASIAN KUNG-FU GENERATION「荒野を歩け」
- チーフプロデューサー - 山本幸治
- プロデューサー - 尾崎紀子、伊藤隼之介
- 制作プロデューサー - チェ・ウニョン
- 制作 - サイエンスSARU
- 製作 - ナカメの会（フジテレビジョン、東宝、サイエンスSARU、KADOKAWA、BSフジ）
- 配給 - 東宝映像事業部

### 製作（アニメ映画）
本作の企画自体は2010年、同じく森見原作・湯浅監督のテレビアニメ『四畳半神話大系』の放映終了後まで遡る。当初は『四畳半』に続き本作も制作される計画が立ち上がったが、諸般の事情により企画が立ち消えとなってしまう。その後、時を経て、湯浅の元に企画が戻ってくることとなった。その時期は、2017年5月公開の湯浅のオリジナル作『夜明け告げるルーのうた』のプリプロダクションをしていたころにあたり、制作スケジュールについて湯浅は、「3年くらいかけて2本作った感じ」と語り、「ほぼ同じ作画スタッフに『ルー』を終えたらそのまま『夜は短し』に移ってもらって、ポスプロは2本まとめてやりました」と説明している。
2016年10月、主人公・先輩役に星野源がオファーされた。星野は元々湯浅監督作品のファンでもあったと語り、オファーされた経緯について以下のように振り返っている。
主題歌を担当したASIAN KUNG-FU GENERATIONは、「甘酸っぱくも不思議な世界観の作品に馴染むように、ちょっと変だけど爽やかな曲を書きました」とし、新曲「荒野を歩け」が書き下ろされた。

### 評価（アニメ映画）
毎日新聞では、「見ればそれと分かる湯浅政明監督の絵は本作でも疾走感あふれ、変人ばかりのキャラクターともあいまって独特の世界観を形成している」「普通のアニメとはかけ離れた、シュールでポップな画調と動き。あの原作をよくぞこうした、とびっくり。怪作にして快作」と賞賛された。

### 関連書籍（アニメ映画）
- 夜は短し歩けよ乙女 Walker：KADOKAWA、2017年4月7日発売[48]、ISBN 978-4-04-895984-1
- 夜は短し歩けよ乙女 オフィシャルガイド：KADOKAWA、2017年4月8日発売[49]、ISBN 978-4-04-105752-0

### 『四畳半神話大系』への登場人物の出演
2010年にアニメ化された森見作品『四畳半神話大系』のBDやDVDには、第1巻、第3巻、第4巻に短編OVAが映像特典として収録されている。これらの映像特典には『夜は短し歩けよ乙女』を彷彿させるキャラクターたちが数々登場しており、第3巻収録の「地面潜航挺、女湯へ」が特に顕著である。
「地面潜航挺、女湯へ」〜閨房調査団桃色探索〜
京都の街中から男のズボンとパンツが消えてしまう。樋口は「人のズボンを脱がせるのが趣味」という李白に会いに行くが、李白は風邪をひいて寝込んでいた。李白は樋口に、古本市の早買いで見つけたという書籍から地面潜航艇のヒントを掴んだことを話す。李白は「願いが叶うまでパンツを穿き替えない」という男からパンツを強奪した際、何かのウイルスをうつされてこの有様になってしまったようだった。一方「私」は、明石さんの住所を知りたがる閨房調査団らが巡航する地面潜水艇の中に拉致されその概要を聞く。明石さんらは女湯に閨房調査団をおびき寄せることにするが、そこへ「古本市の神」と名乗る男の子が乱入する。